# 委託公衆電話

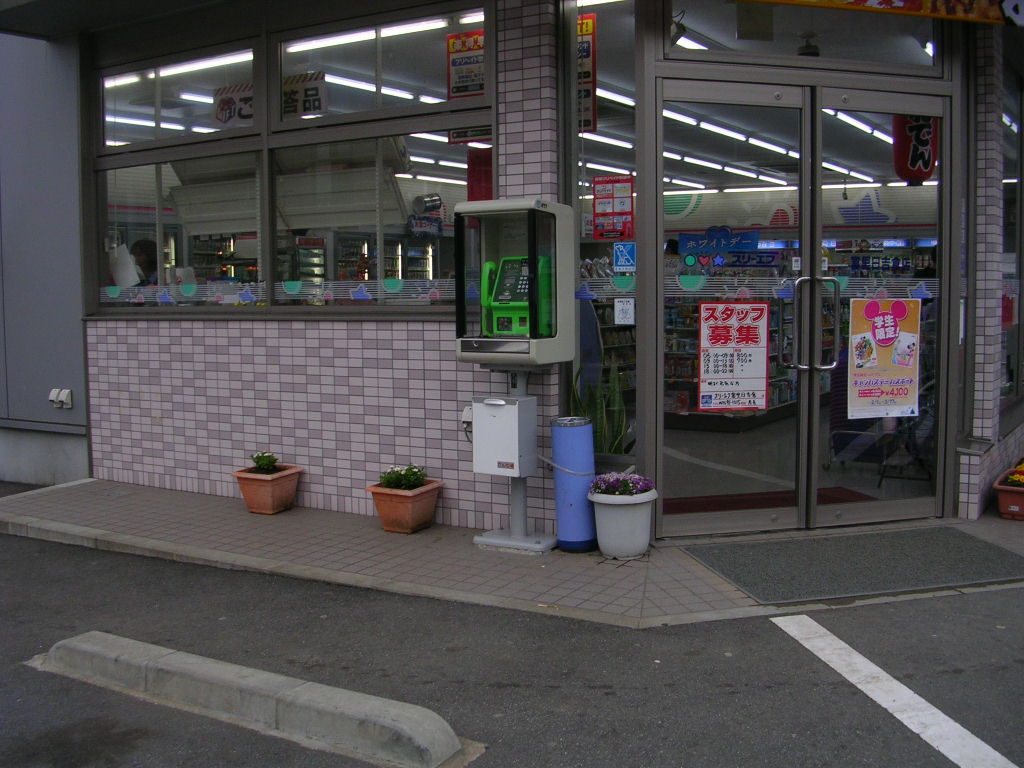
店先に設置されている委託公衆電話

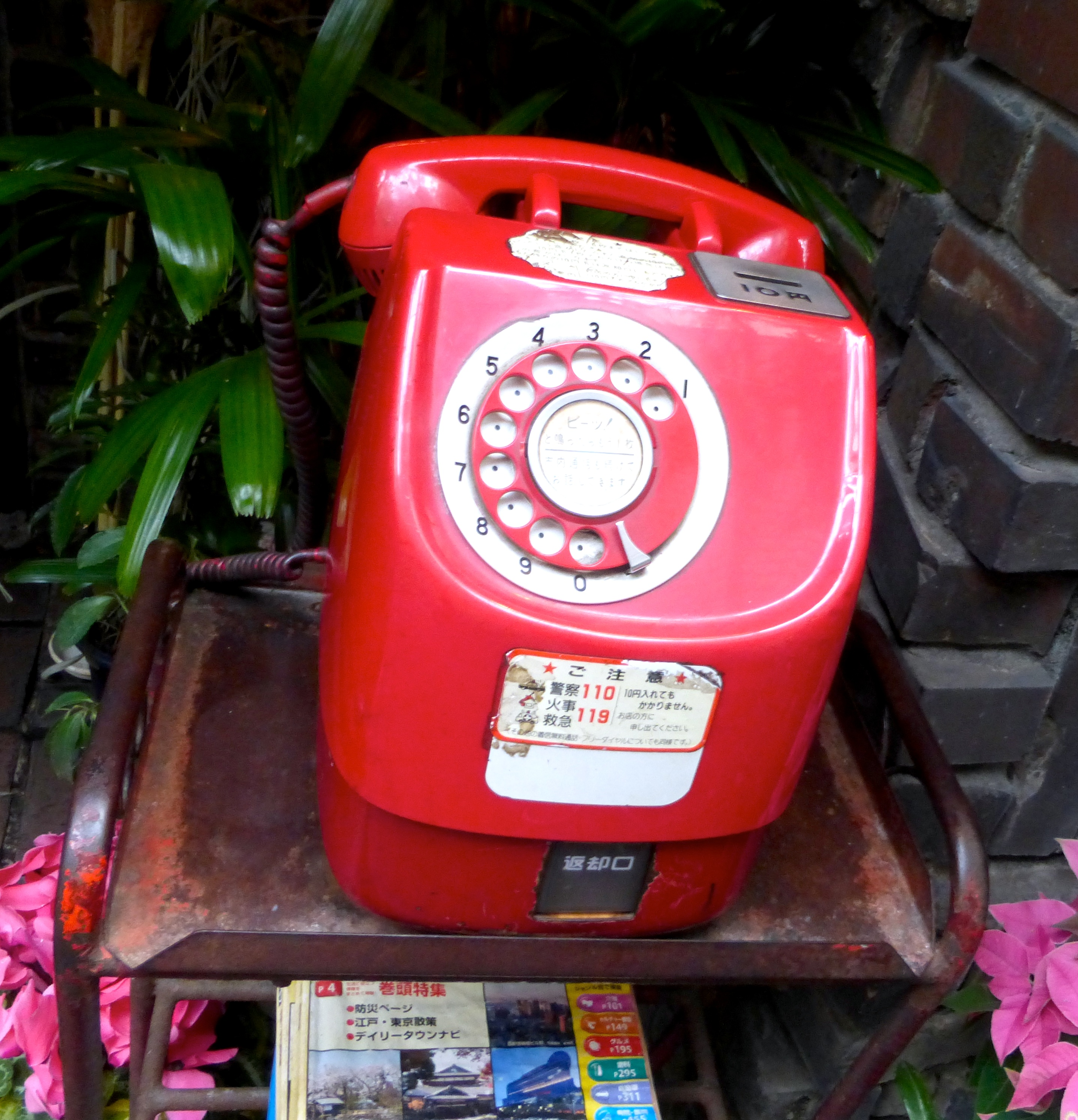
赤電話

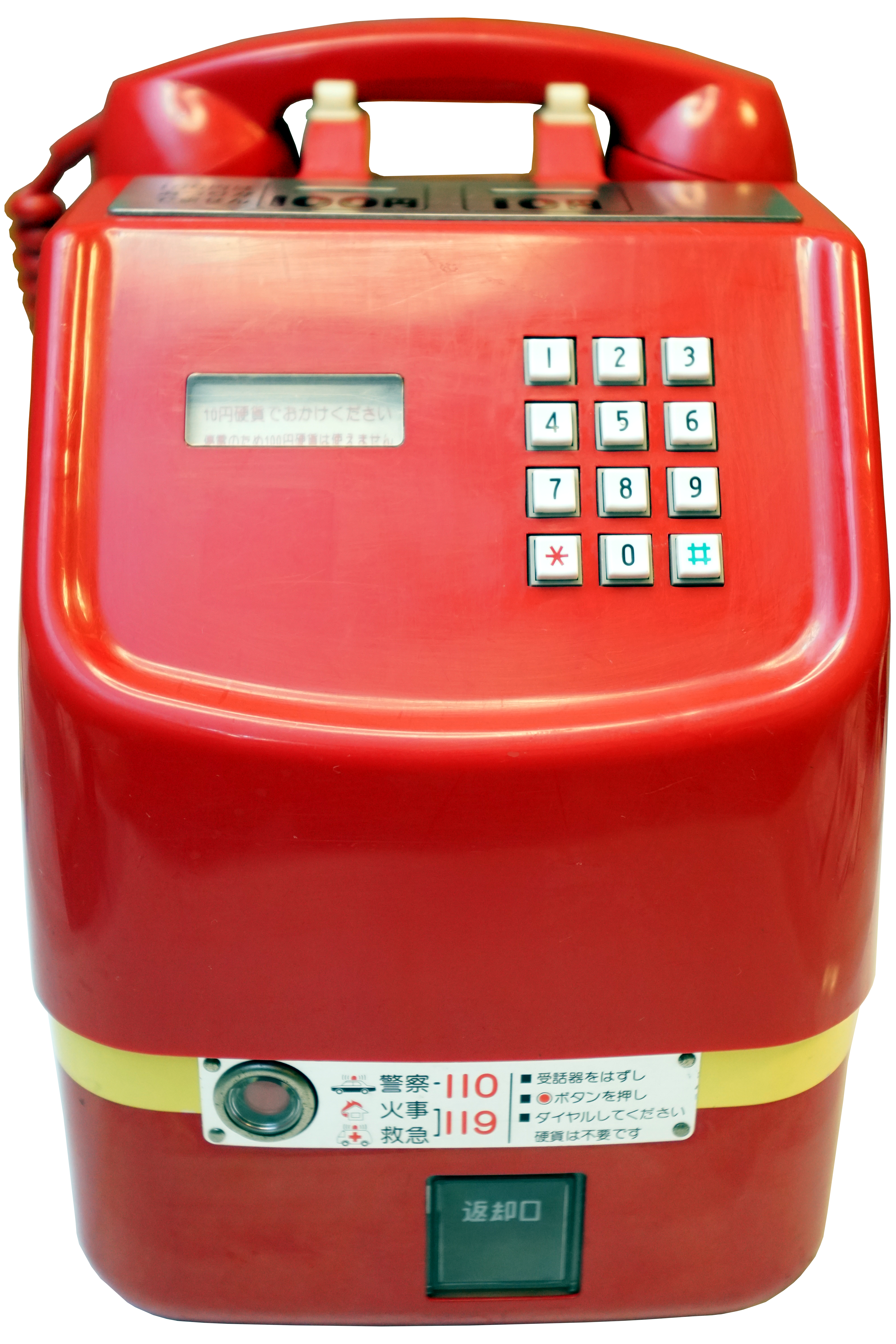
日本電信電話公社・678-PN電話機（プッシュホン式・赤電話）・仕5103号1版 1983年7月製造　左の窓には停電時「ただいま硬貨は使えません」の表示が出る

委託公衆電話（いたくこうしゅうでんわ）は、電気通信事業者が駅・公共施設・テーマパーク・ショッピングセンター・商店などの構内に設置し、施設の運営者に管理を委託している日本の公衆電話である。電話機本体の色が赤いことから赤電話と呼ばれたこともあった。

## 概要
採算性を求める「第2種公衆電話」に多くが分類されているため、新設が行われることはほとんどない。月利用金額4000円以下の基準で、撤去や特殊簡易公衆電話（ピンク電話）への取替えが委託先の合意を得て進められているといわれているが、総務省による設置台数の義務との兼ね合いや、「赤電話」時代から設置していた個人商店の減少などもあり、一時期の撤去ありきの姿勢からは柔軟になっている。撤去した場合の現状復帰コストが大きい場合もあり、利用が少なくても設置を継続することもある。
施設の設置者が申請すると、NTTが設置の判断を行い、委託先と契約を行う。設置後は、料金回収・日常清掃・故障時の応急対応などを、施設の管理者が行う。
委託手数料は、毎月回収する通話料から相殺される。また、公衆電話通話料金の請求書は、他の電気通信サービスの請求書と一括して送付される。
以前委託公衆電話として使用されていた赤電話、青電話（通常の公衆電話）の一部は貯金箱として販売されていたことがあった。

## 歴史
- 1952年 - 戦災による公衆電話不足を補うため制度開始。たばこ屋や駅売店などの店先などに多く置かれ、普通の黒電話を使用していた。夜間や定休日の閉店中は店内に収納されるために公衆電話として使えなかった。なお、硬貨収納機能が無かったため、料金は店舗等の管理人に支払った。
- 1953年 - 一般加入電話と区別するため赤色の電話機に取替え開始。
- 1955年 - 10円硬貨専用の料金前納式の赤電話の設置開始。ダイヤル市外発信はできなかった。
- 1961年 - ダイヤル市外発信の可能な10円硬貨専用の「大型赤電話」設置開始。
- 1971年 - 鍵操作で110番・119番への緊急通報、電話番号案内への発信、電報の受付などの可能な10円硬貨専用の「新型赤電話」設置開始。
- 1974年 - 小型青電話設置開始。10円玉専用で、緊急通報用ボタンが追加（110番・119番への発信に限り無料に出来る。これ以外はダイヤルで判断され切断）。赤電話と同じ程度の大きさの小型版で、赤電話と交換される形で店先に設置された。防犯面を強化してあり、基礎を持った台座に固定された状態で設置されるため、閉店中でも店内に格納されることがなくなり、24時間電話が使えるようになった。
- 1980年 - 100円硬貨の使用できるタイプの赤電話の設置開始。110番・119番通話は硬貨を入れずにとも、ボタンでの通話が可能であった。
- 1982年 - テレホンカード式公衆電話の設置開始。赤電話、青電話と交換される形で設置された。
- 1995年 - テレホンカード式への取替え終了。
- 1999年 - ICテレホンカード式公衆電話の設置開始。
- 2005年 - ICテレホンカード式公衆電話の廃止を決定。
- 2006年 - ICテレホンカード式公衆電話の撤去完了。